# Lieux-dits et villages de la commune de Manzat
Manzat est une commune du Puy-de-Dôme, en Auvergne-Rhône-Alpes. On y trouve un nombre important de villages, hameaux et lieux-dits.

## Principaux lieux-dits et écarts

### Lieu-dit de la Roche Sauterre

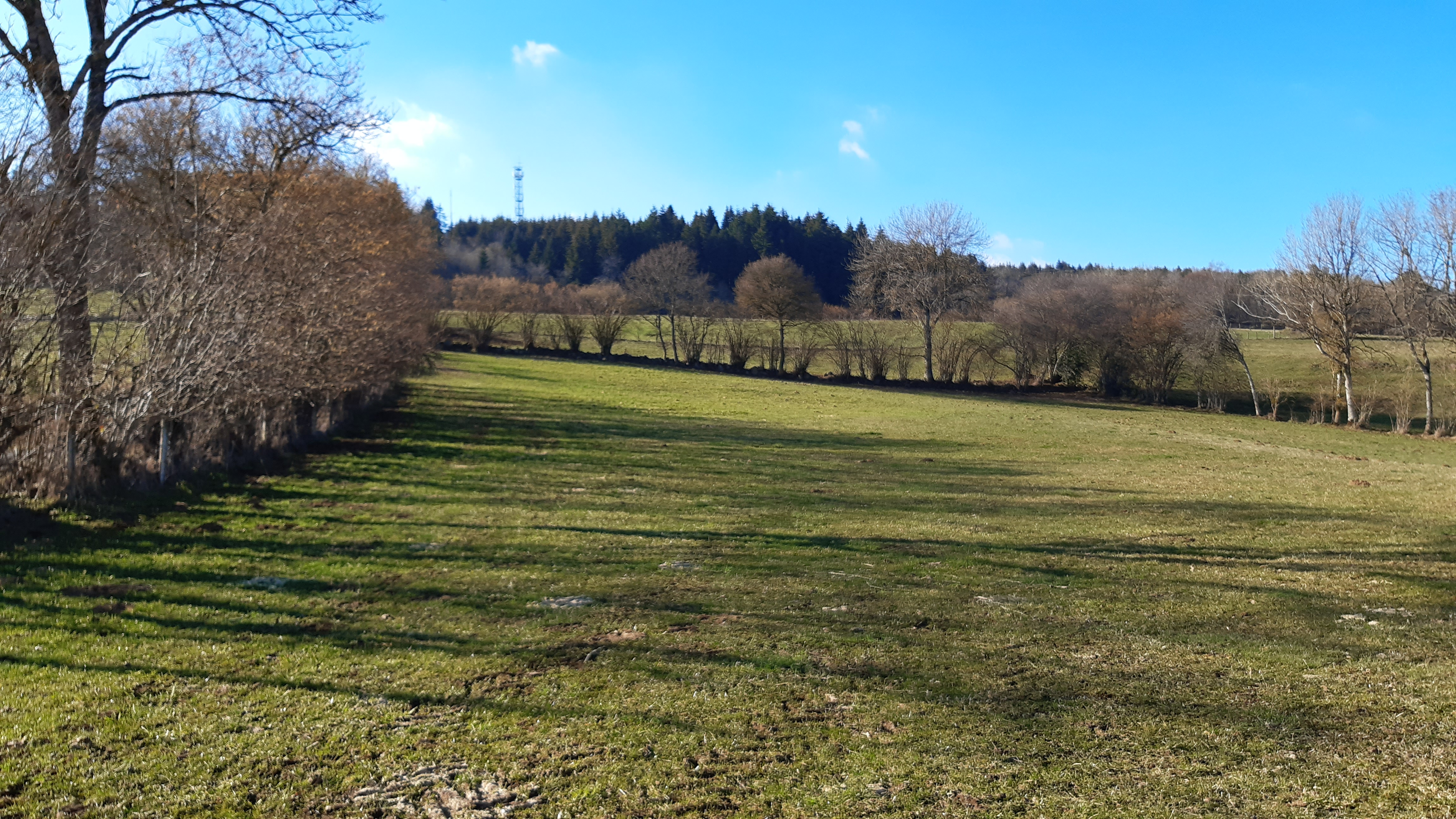
Une vue de la Roche Sauterre avec son volcan au fond.

Le lieu-dit de la Roche Sauterre (45° 54′ 49″ N, 2° 55′ 39″ E) est à une altitude comprise entre 900 et 977 mètres. Il comprend le hameau de la Roche Sauterre et le volcan qui le surplombe. 
Le hameau de la Roche Sauterre est situé à quelques mètres au nord-ouest du village de Sauterre. C'est aujourd'hui un hameau d'hébergement touristique appelé le Bois Basalte.
Le volcan de la Roche Sauterre
. 

### Lieu-dit de Laty
Pour les articles homonymes, voir Laty.
Le lieu-dit de laty (45° 55′ 40″ N, 2° 56′ 14″ E) est à une altitude comprise entre 850 et 860 mètres. Il regroupe le village de laty et le maar de Laty (ou maar de Laty-Lachamp) qui l’entoure.  
Le village de Laty est situé à l'écart des routes principales de la commune. L'accès le plus proche se fait par la route départementale 50 (RD 50). 

#### Histoire
Laty est un fief sous l'Ancien Régime. 

#### Patrimoine naturel
- Le maar de Laty.

#### Petit patrimoine
- La fontaine-abreuvoir de Laty

### Village de la Léchère
Ne doit pas être confondu avec la Léchère (Savoie).

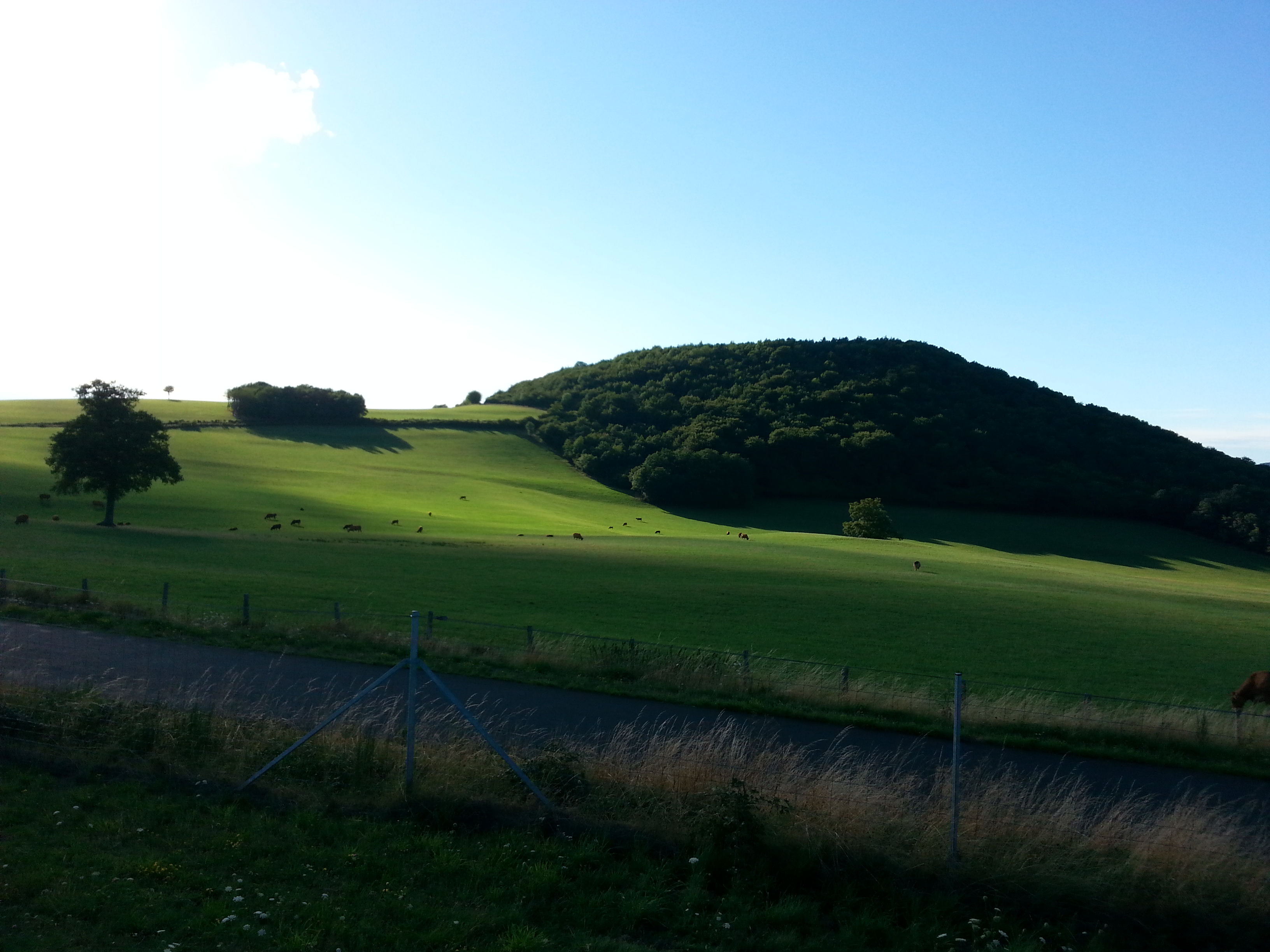
La route qui mène au village de la Léchère dominé par le puy de Chalard.

Le village de la Léchère (45° 57′ 43″ N, 2° 58′ 50″ E) est situé à 689 mètres d'altitude, à l'écart des routes principales de la commune. L'accès se fait par la route départementale 227 (RD 227). C'est le village de la commune le plus proche de l'échangeur autoroutier no 27 de l'autoroute A89. La Léchère est située au flanc nord-est du puy de Chalard et occupe, avec une carrière à proximité, une partie du maar du puy de Chalard. 

#### Toponymie
Le nom du village s’écrit « Leschere » sur la carte de Cassini du XVIIIe siècle..

#### Histoire
La Léchère est un fief sous l'Ancien Régime.

### Village de la Roche
Pour les articles homonymes, voir La Roche.
Le village de la Roche (45° 57′ 03″ N, 2° 58′ 03″ E) est situé à 740 mètres d'altitude, sur la rive droite du ruisseau de la Ganne, à 3 km au sud-est de Manzat, à proximité de l'entrée  27 de l'autoroute 89 reliant Lyon à Bordeaux via Clermont et de l'aire de service de Manzat. 

#### Histoire
En 1840, on a trouvé, à la Roche, 88 pièces de monnaie baronnales frappées en Dauphiné et en Provence, de 1340 à 1380, possédées, la plupart par M. Bouillet, de Clermont.

### Hameau du Montel
Pour les articles homonymes, voir Le Montel.

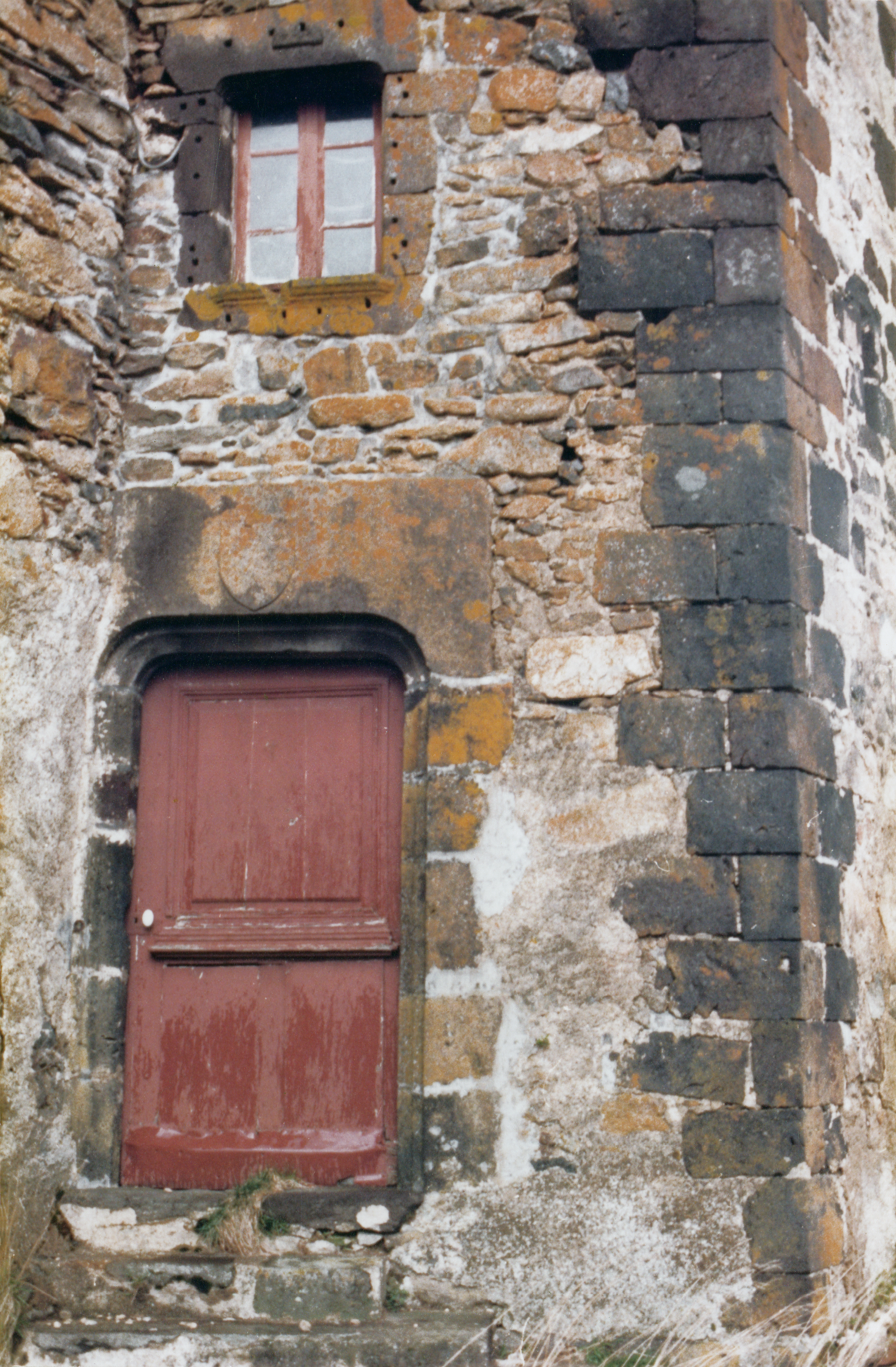
L'entrée de la tour médiévale du Montel (XVIe siècle).

Le hameau du Montel (45° 57′ 44″ N, 2° 56′ 45″ E) est situé sur une colline dominant à l'est le bourg de Manzat, à 640 mètres d'altitude.

#### Toponymie
Le Montel était autrefois appelé le Monteil. Ce nom vient de l'ancien occitan Mont Telh qui signifie « mont au tilleul ».

#### Histoire
Le 17 décembre 1462, le fief du Monteil appartient à Jehan du Monteil. Ce dernier se marie à Antoinette de La Feuillade. Le fief passe à leur fils, Gaspard du Monteil, écuyer, vivant en 1507, mort sans postérité. La sœur de Gaspard, Marie du Monteil se marie vers 1510, avec Pierre d'Astorgue, écuyer, seigneur de Montifaud. Le domaine passe au fils de ceux-ci, François d'Astorgue, écuyer, seigneur du Monteil, marié vers 1548 avec Catherine de Vallat. Leur fille unique, dame du Monteil, épouse en premières noces Gilbert de Brosson, écuyer puis Gilbert de Montrognon, écuyer, seigneur du Mas, décédé le 23 août 1600. Le domaine passe au fils de Gilbert de Brosson, Pierre de Brosson, écuyer, marié avec Léonne de Beaufort. Leur fils, Pierre II de Brosson, écuyer, seigneur du Monteil, vivant en 1639, épouse Marguerite de Brosson. Le 28 décembre 1691, le fief du Montel est vendu par Gabriel Rance  à Jacques Gérauld, bourgeois de Riom.

#### Patrimoine
- La tour médiévale du Montel, datant du XIIe siècle.
- La fontaine-abreuvoir.
- Les restes d'une voie romaine dérivation de la voie romaine allant de Riom à Évaux-les-Bains.

### Village des Cheix

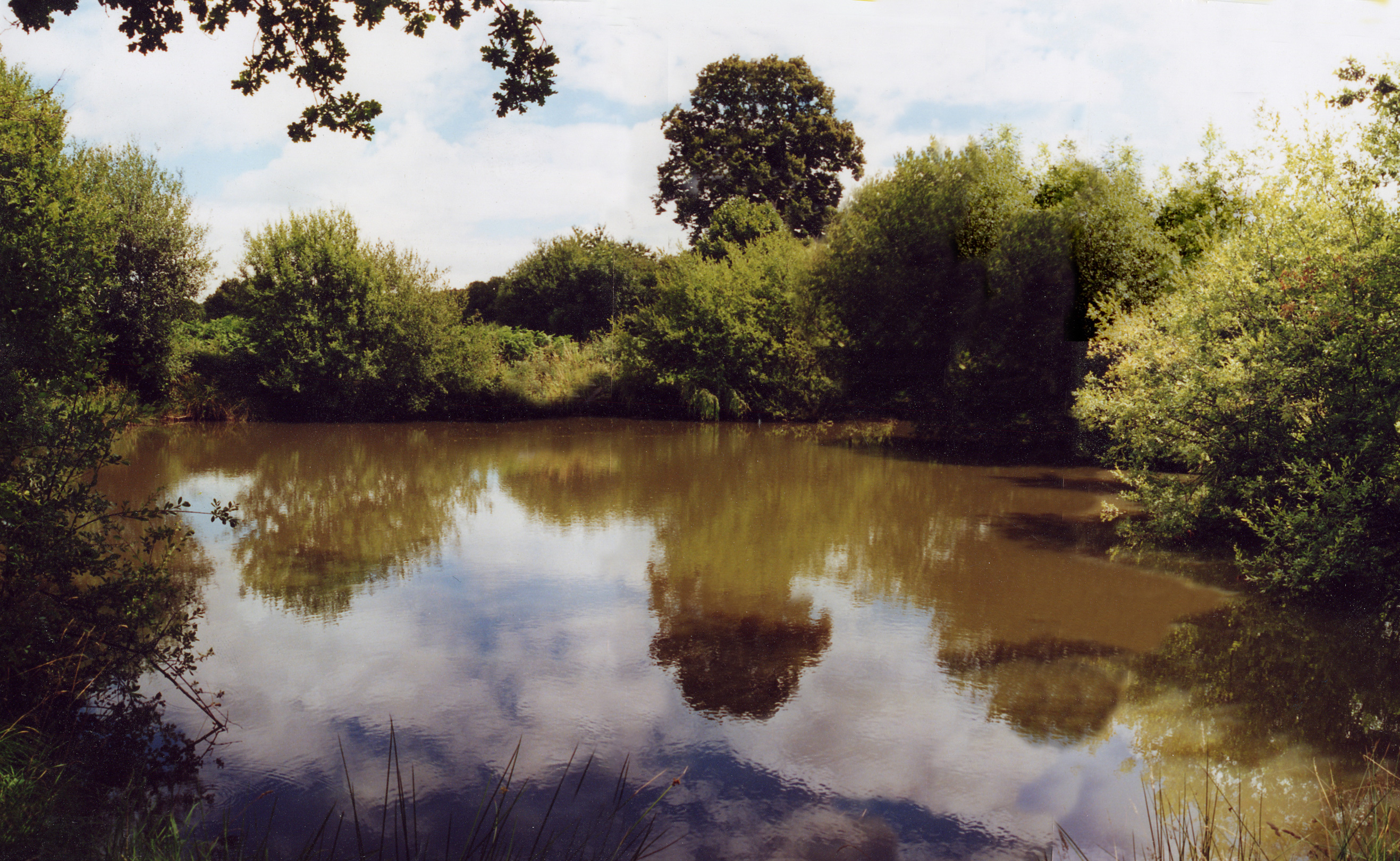
La mare des Cheix.

Le village des Cheix (45° 58′ 06″ N, 2° 57′ 05″ E) est situé à 642 mètres d'altitude, à l'écart des routes principales de la commune. L'accès se fait soit par la route départementale 227 (RD 227) au niveau du bourg de Manzat, soit par la route départementale 19 (RD 19) au niveau du hameau du Pont de la Ganne. 

#### Toponymie
Le village tire son nom de la nature du sol et de l'occitan cheira qui signifie coulée basaltique, ou plus simplement un tas de pierres. On trouve, au XVIIe siècle, l'orthographe Leschers. 

#### Histoire
Le village est un fief sous l'Ancien Régime.

#### Patrimoine naturel
- La cheyre des Cheix, coulée de lave du puy de Chalard.
- La mare des Cheix, située à quelques mètres au nord-est du village.

### Village des Vaudelins

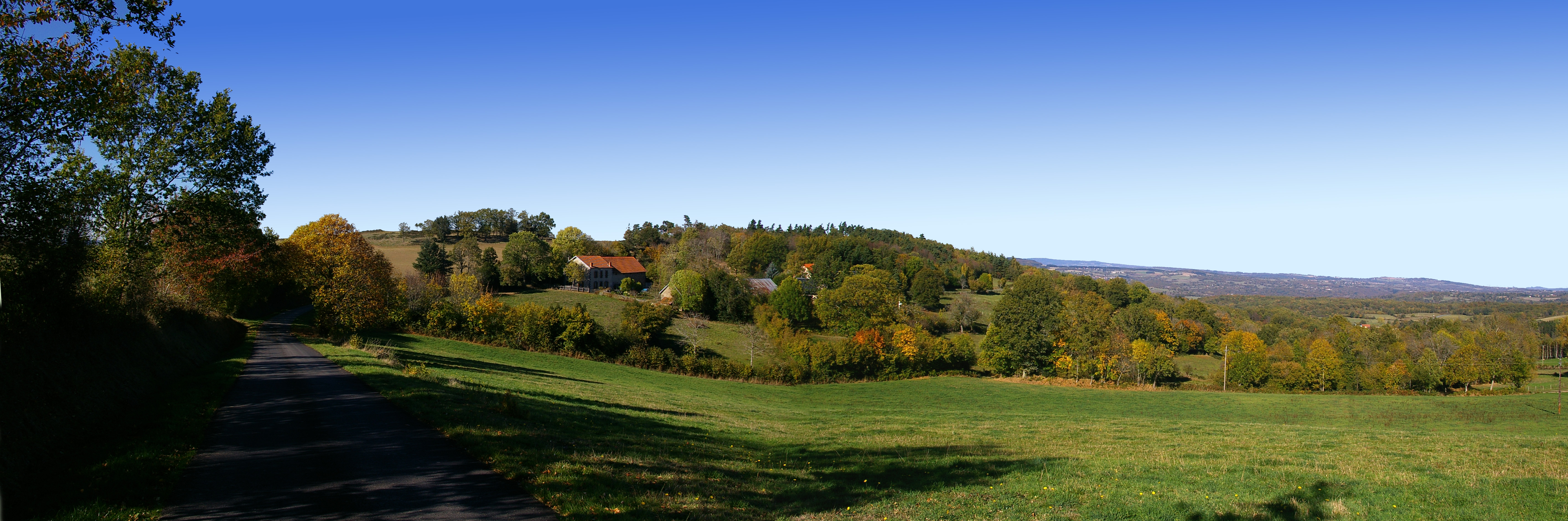
Le village des Vaudelins et la montagne du Frête vus depuis la route de Lachamp (2005).

Le village des Vaudelins (45° 57′ 00″ N, 2° 56′ 52″ E) est situé à 770 mètres d'altitude, à 2 km au sud du bourg de Manzat, près de la montagne boisée du Frête qui culmine à 791 mètres. 

#### Histoire
Les Vaudelins s'écrivaient autrefois Vodelins. Le lieu est un fief sous l'Ancien Régime.
Jean de Boucherolle, écuyer, seigneur des Vodelins en 1341 épouse Jacqueline de Bonnevie. René de Boucherolle, son descendant, seigneur des Vodelins, épouse, en 1731, Gilberte du Peyroux, dont il a Charlotte, dame des Vaudelins et de Rochegude, mariée à Claude des Aix, dernier seigneur des Vodelins en 1789.

### Lieu-dit de Montiroir

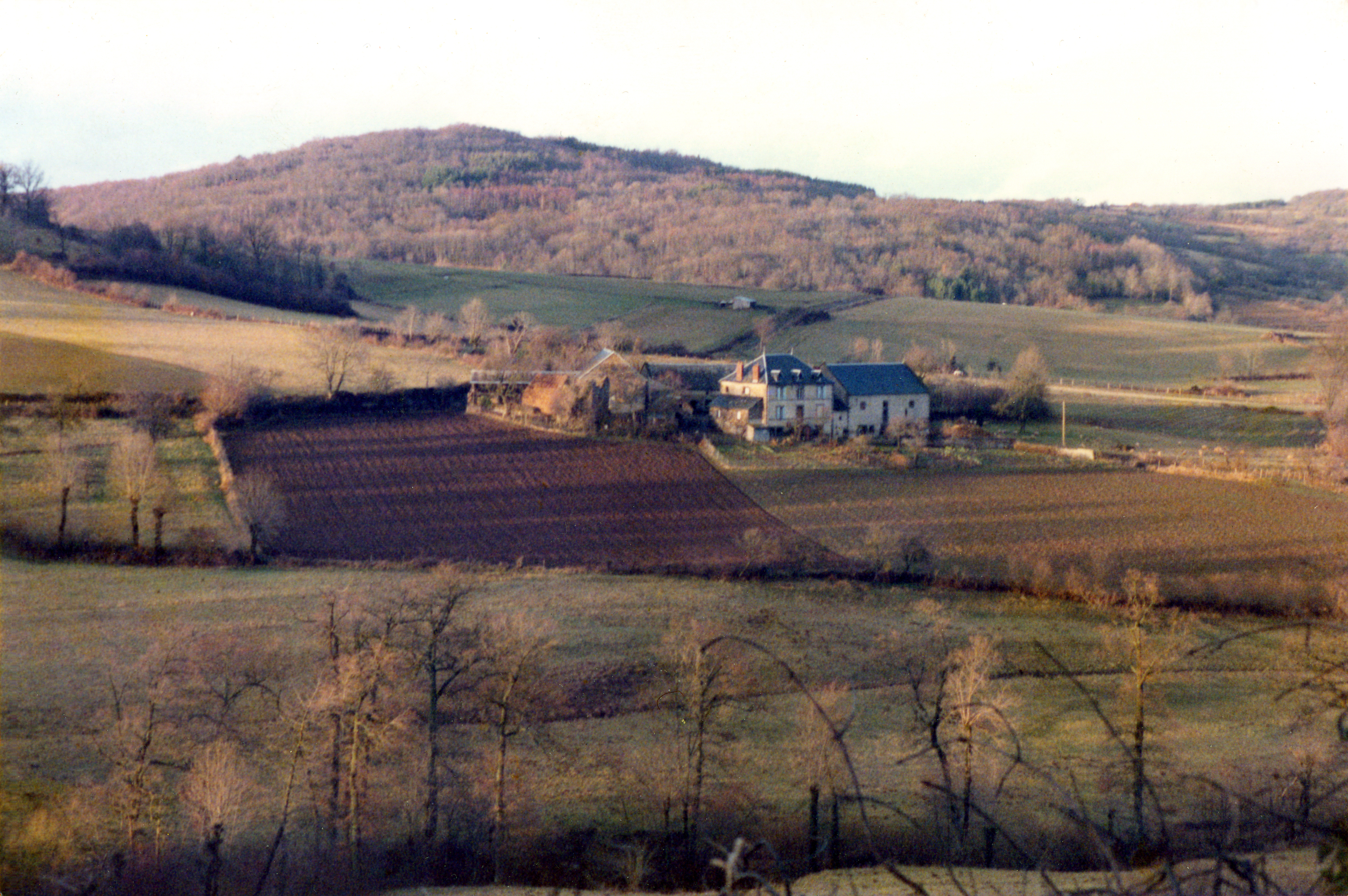
Le hameau de Montiroir en 1980 et les vestiges d'une tour médiévale aujourd'hui disparue.

Le lieu-dit de Montiroir (45° 58′ 03″ N, 2° 55′ 56″ E) regroupe le hameau de Montiroir et le volcan du puy de Montiroir sur lequel il s'inscrit.  
Le hameau de Montiroir est situé au nord-ouest du bourg et de la commune de Manzat. Il est implanté sur un replat du flanc sud-est du volcan, à 620 mètres d'altitude. Montiroir est le hameau éponyme du volcan.

#### Toponymie
Ce hameau était autrefois appelé Montiroy. 

#### Histoire
Sous l'Ancien Régime, Montiroir est un fief. Pierre d'Astorg, seigneur de Montirroy et des Vaudelins (paroisse de Manzac), né vers 1320 à Manzat,  au château de Montirroy, décédé après 1442 vers Manzat. Hugues Astorgue, écuyer seigneur de Montiroy, marié p.c. du 28 mai 1475 sa fille Anne Astorgue âgée de 15 ans à Bertrand Mayet, écuyer seigneur de la Villatelle. Jean Chrétien de Macheco de Marcilly mari de Gilberte Antoinette Dagonneau, fille d’Antoine et de Marie-Antoinette Pellisier, rend hommage au comte d’Artois le 30 mars 1775 pour les terres et seigneuries de Montiroy, Bourgnon, Chéry et la Saigne.
A la Révolution française, un rapport des commissaires Dumontel et Montroy pour une mission de 1793 visant à recenser les tours et châteaux-forts susceptibles de présenter un danger pour la liberté dans le canton de Manzat en fait la description suivante :
```
« A Montiroir, vieux château en ruine à la porte duquel il y a des 
armoiries
, deux tours qui menacent ruine, des armoiries aux 
manteaux
 de toutes les cheminées. Le dit château appartient au citoyen Astaix. »
```

Le puy de Montiroir
. 

### Village de Sauterre
Le village de Sauterre (45° 54′ 49″ N, 2° 56′ 20″ E) est situé à 870 mètres d'altitude, au sud de la commune de Manzat. Il est à égale distance (7 km) du chef-lieu et de l'entrée  27 de l'autoroute 89 reliant Lyon à Bordeaux. C'est le lieu le plus habité de la commune après le bourg de Manzat. Sauterre est aussi à égale distance (3 km) de l'étang de Lachamp et de l'étang Grand de Pulvérières par la route départementale 50 (RD 50). 

#### Toponymie
Sauterre est orthographié « Sauter » sur les cartes de Cassini (XVIIIe siècle) et sur le cadastre napoléonien (XIXe siècle).

#### Patrimoine architectural
- L'église de l'Immaculée Conception (XIXe siècle).
- La gare de Manzat (désaffectée) au sud-est du village.

### Lieu-dit de Soulage
Pour les articles homonymes, voir Soulages.

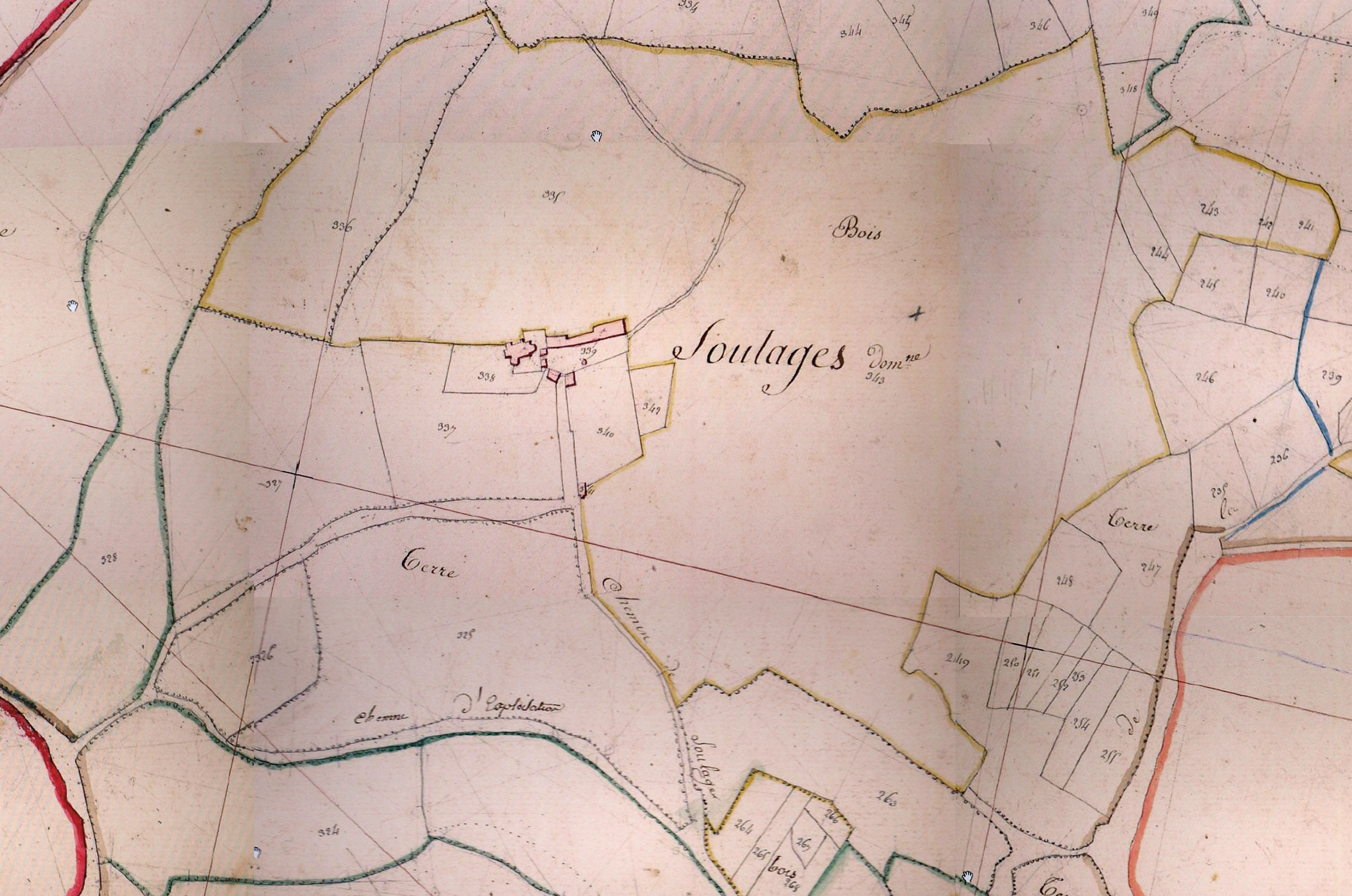
Le plan du domaine de Soulages d'après le cadastre de 1826.

Le lieu-dit de Soulage (ou Soulages) (45° 54′ 48″ N, 2° 54′ 28″ E) est un lieu-dit inhabité, à 850 mètres d'altitude, à l'écart des voies de circulation, sur le chemin des Jâmes à la Buchaille, à mi-chemin entre ces deux villages.

#### Histoire
Soulage est un domaine disparu comprenant un château, une chapelle, des dépendances et des jardins dont la terre proviendrait de la riche plaine de Limagne. Sous la Révolution, le domaine de Soulage ne présente pas fortification pouvant être un danger contre-révolutionnaire.